# Alessandro Sassi
Alessandro Sassi (Ravenna, 4 dicembre 1919 – ...) è stato un calciatore italiano, di ruolo centrocampista.

## Carriera
Esordisce nel professionismo con la maglia del Ravenna, squadra della sua città natale, con cui nella stagione 1939-1940 ottiene un terzo posto in Serie C e mette a segno 2 reti in 12 presenze nel campionato di terza serie. A fine stagione passa al Grosseto, con cui nella stagione 1940-1941 arriva nuovamente terzo nel campionato di Serie C, questa volta realizzando 2 reti in 11 partite; rimane con i maremmani anche nella stagione 1941-1942, durante la quale disputa altre 2 partite di Serie C.
Dopo due stagioni al Grosseto nel 1942 torna al Ravenna, con cui nella stagione 1942-1943 gioca stabilmente da titolare in Serie C, giocando tutte e 22 le partite di campionato a cui i giallorossi prendono parte e segnandovi una rete. Nella stagione 1943-1944 gioca invece in Divisione Nazionale sempre col Ravenna, disputando tutte e 8 le partite di campionato a cui la sua squadra prende parte.
Rimane al Ravenna anche dopo la fine della Seconda guerra mondiale: nella stagione 1945-1946 ottiene un terzo posto nel girone I di Serie C, giocando tutte e 22 le partite di campionato; nel 1946 passa al Forlì, con cui nella stagione 1946-1947 milita in Serie B. In particolare, Sassi durante la stagione gioca 32 partite di campionato, durante le quali mette a segno 2 reti.
Nella stagione 1950-1951 ha vinto il campionato di Promozione (massimo livello dilettantistico dell'epoca) con il Ravenna, con cui durante il campionato ha realizzato 3 reti in 29 presenze; rimane in giallorosso anche nella stagione successiva, disputata nel campionato di Serie C e conclusa al nono posto in classifica con conseguente retrocessione nel nascente campionato di IV Serie; durante questa stagione Sassi gioca altre 14 partite con la maglia del Ravenna, senza mai segnare.

## Palmarès

### Club

#### Competizioni regionali
- Promozione: 1

Ravenna: 1950-1951